# 波格丹·穆肖乌
波格丹·穆肖乌（波蘭語：Bogdan Musioł，1957年7月25日—），德国男子雪车运动员。他曾代表东德和德国参加1980年、1984年、1988年、1992年和1994年冬季奥林匹克运动会雪车比赛，共获得一枚金牌、五枚银牌和一枚铜牌。